# Escalafón militar de España
Las fuerzas armadas regulares, así como las instituciones gubernamentales o ciudadanas que se rigen por la disciplina castrense, ordinariamente siguen un escalafón con el que se recompensan los méritos a sus miembros, además de asignarles diferentes responsabilidades en función de su posición dentro de dicho escalafón. 
En la civilización occidental contemporánea, principalmente en el ámbito hispanohablante, dicho escalafón consiste básicamente (según la nomenclatura más común para las fuerzas terrestres de infantería, seguida por la mayoría de instituciones militarizadas regulares) en:
- Escuela de reclutas (entendiendo «escuela» a la vez como modo de instrucción y como colectividad de individuos homólogos), a la que pertenecen los candidatos a ingresar, lo que conseguirán según los méritos ganados durante su adiestramiento inicial. Mientras tanto, su actuación se evalúa en los límites del fuero civil.
- Escuela de cadetes o «cadetería», que agrupa a quienes han sido aceptados en la institución, que adquieren los derechos y las obligaciones que corresponden a su propio fuero.
- Escuela de clases a la que pertenecen quienes tienen personal a su mando, comúnmente para proporcionarle instrucción, y tienen algún grado menor (cabo o sargento).
- Escuela de oficiales, para quienes, además del mando directo sobre clases y cadetes, desempeñan labores administrativas (teniente y capitán, llamados «oficiales» fuera de las fuerzas regulares).
- Estado Mayor, que agrupa al personal administrativo con grado (sobre todo de la oficialidad) directamente bajo las órdenes del comandante en jefe.
- Comandancia, para quienes tienen responsabilidad y mando («comandante») sobre el personal de un destacamento, un batallón o una región geográfica específica.
- Jefatura, ocupada por las máximas autoridades de la institución (comandantes o mayores, coroneles y generales).
- Comandante supremo o jefe supremo. En las fuerzas regulares, y en bastantes institutos civiles de disciplina militar, se reconoce al monarca, al presidente o al primer ministro de la nación como su «jefe máximo» o «mando supremo».

El escalafón no es homogéneo entre los ejércitos de los distintos países ni entre los militares de tierra, mar y aire. Asimismo, existen diversas nomenclaturas según su campo de acción.

## Ejército de Tierra
MPTM (militares profesionales de tropa y marinería)
- Soldado
- Cabo
- Cabo primero
- Cabo mayor

Suboficiales
- Sargento
- Sargento primero
- Brigada
- Subteniente
- Suboficial mayor

Oficiales
- Alférez
- Teniente
- Capitán
- Comandante
- Teniente coronel
- Coronel

Oficiales generales
- General de brigada
- General de división
- Teniente general
- General de Ejército
- Capitán general

### Divisas de oficiales generales y oficiales del Ejército
| Código OTAN | OF-10                     | OF-9                          | OF-8                       | OF-7                          | OF-6                         | OF-5              | OF-4                       | OF-3                 | OF-2              | OF-1               | OF-1              |
| --- | ------------------------- | ----------------------------- | -------------------------- | ----------------------------- | ---------------------------- | ----------------- | -------------------------- | -------------------- | ----------------- | ------------------ | ----------------- |
| España | Divisa de capitán general | Divisa de general de Ejército | Divisa de teniente general | Divisa de general de división | Divisa de general de brigada | Divisa de coronel | Divisa de teniente coronel | Divisa de comandante | Divisa de capitán | Divisa de teniente | Divisa de alférez |
| España | Capitán general1          | General de Ejército2          | Teniente general           | General de división           | General de brigada           | Coronel           | Teniente coronel           | Comandante           | Capitán           | Teniente           | Alférez3          |
| 1 Ostentado por el rey de España como parte de sus funciones constitucionales. 2 Ostentado por el JEME y el JEMAD, si pertenece al Ejército de Tierra. 3 Solo para reservistas voluntarios y alumnado de la AGM a partir del 3.er curso (caballero/dama alférez cadete). |                           |                               |                            |                               |                              |                   |                            |                      |                   |                    |                   |

### Divisas de suboficiales y tropa del Ejército
| Código OTAN | OR-9                       | OR-9                  | OR-8              | OR-7                       | OR-7               | OR-6                 | OR-5                   | OR-4           | OR-3                          | OR-2              |
| ----------- | -------------------------- | --------------------- | ----------------- | -------------------------- | ------------------ | -------------------- | ---------------------- | -------------- | ----------------------------- | ----------------- |
| España      | Divisa de suboficial mayor | Divisa de subteniente | Divisa de brigada | Divisa de sargento primero | Divisa de sargento | Divisa de cabo mayor | Divisa de cabo primero | Divisa de cabo | Divisa de soldado profesional | Divisa de soldado |
| España      | Suboficial mayor           | Subteniente           | Brigada           | Sargento primero           | Sargento           | Cabo mayor           | Cabo primero           | Cabo           | Soldado (C.L.D.)              | Soldado (C.I.)    |

### Divisas de alumnos y aspirantes del Ejército
| | OF-1                                                | Oficiales cadetes                                             | Oficiales cadetes               | Oficiales cadetes                | Suboficiales alumnos         | Suboficiales alumnos            | Suboficiales alumnos             | Alumnos MPTM        |
| --- | --------------------------------------------------- | ------------------------------------------------------------- | ------------------------------- | -------------------------------- | ---------------------------- | ------------------------------- | -------------------------------- | ------------------- |
| España | Divisa de alférez cadete                            | Divisa de cadete 3.º                                          | Divisa de cadete 2.º            | Divisa de cadete 1.º             | Divisa de sargento alumno    | Divisa de alumno 2.º            | Divisa de alumno 1.º             | Divisa de aspirante |
| España | Caballero/Dama alférez cadete 3.er, 4.º y 5.º curso | Caballero/Dama cadete 3.er curso (con asignaturas pendientes) | Caballero/Dama cadete 2.º curso | Caballero/Dama cadete 1.er curso | Sargento alumno (3.er curso) | Caballero/Dama alumno 2.º curso | Caballero/Dama alumno 1.er curso | Aspirante MPTM      |
| Nota: los empleos académicos de los centros de formación militar no poseen asignaciones de códigos OTAN a excepción del alférez. |                                                     |                                                               |                                 |                                  |                              |                                 |                                  |                     |

### Tiras de pecho («galletas») usadas en los uniformes pixelados de campaña árido y boscoso.
| Código OTAN | OF-10                     | OF-9                          | OF-8                       | OF-7                          | OF-6                         | OF-5              | OF-4                       | OF-3                 | OF-2              | OF-1               | OF-1              |
| ----------- | ------------------------- | ----------------------------- | -------------------------- | ----------------------------- | ---------------------------- | ----------------- | -------------------------- | -------------------- | ----------------- | ------------------ | ----------------- |
| España      | Divisa de capitán general | Divisa de general de Ejército | Divisa de teniente general | Divisa de general de división | Divisa de general de brigada | Divisa de coronel | Divisa de teniente coronel | Divisa de comandante | Divisa de capitán | Divisa de teniente | Divisa de alférez |
| España      | Capitán general           | General de Ejército           | Teniente general           | General de división           | General de brigada           | Coronel           | Teniente coronel           | Comandante           | Capitán           | Teniente           | Alférez           |

| Código OTAN | OR-9                       | OR-9                  | OR-8              | OR-7                       | OR-7               | OR-6                 | OR-5                   | OR-4           | OR-3                          | OR-2              |
| ----------- | -------------------------- | --------------------- | ----------------- | -------------------------- | ------------------ | -------------------- | ---------------------- | -------------- | ----------------------------- | ----------------- |
| España      | Divisa de suboficial mayor | Divisa de subteniente | Divisa de brigada | Divisa de sargento primero | Divisa de sargento | Divisa de cabo mayor | Divisa de cabo primero | Divisa de cabo | Divisa de soldado profesional | Divisa de soldado |
| España      | Suboficial mayor           | Subteniente           | Brigada           | Sargento primero           | Sargento           | Cabo mayor           | Cabo primero           | Cabo           | Soldado (C.L.D.)              | Soldado (C.I.)    |

## Armada española
MPTM (militar profesional de tropa y marinería)
- Marinero
- Cabo
- Cabo primero
- Cabo mayor

Suboficiales
- Sargento
- Sargento primero
- Brigada
- Subteniente
- Suboficial mayor

Oficiales
- Alférez de fragata
- Alférez de navío
- Teniente de navío
- Capitán de corbeta
- Capitán de fragata
- Capitán de navío

Oficiales generales
- Contralmirante
- Vicealmirante
- Almirante
- Almirante general
- Capitán general

### Divisas de oficiales generales y oficiales de la Armada
| Código OTAN | OF-10                     | OF-9                        | OF-8                | OF-7                    | OF-6                      | OF-5                       | OF-4                         | OF-3                         | OF-2                        | OF-1                       | OF-1                         |
| --- | ------------------------- | --------------------------- | ------------------- | ----------------------- | ------------------------- | -------------------------- | ---------------------------- | ---------------------------- | --------------------------- | -------------------------- | ---------------------------- |
| España | Divisa de capitán general | Divisa de almirante general | Divisa de almirante | Divisa de vicealmirante | Divisa de contraalmirante | Divisa de capitán de navío | Divisa de capitán de fragata | Divisa de capitán de corbeta | Divisa de teniente de navío | Divisa de alférez de navío | Divisa de alférez de fragata |
| España | Capitán general1          | Almirante general2          | Almirante           | Vicealmirante           | Contraalmirante           | Capitán de navío           | Capitán de fragata           | Capitán de corbeta           | Teniente de navío           | Alférez de navío           | Alférez de fragata3          |
| 1 Ostentado por el rey de España como parte de sus funciones constitucionales. 2 Ostentado por el AJEMA y el JEMAD, si pertenece a la Armada. 3 Solo para reservistas voluntarios y alumnado de la ENM de 5.º curso (alférez de fragata alumno). |                           |                             |                     |                         |                           |                            |                              |                              |                             |                            |                              |

### Divisas de suboficiales y marinería de la Armada
| Código OTAN | OR-9                       | OR-9                  | OR-8              | OR-7                       | OR-7               | OR-6                 | OR-5                   | OR-4           | OR-3                           | OR-2               |
| ----------- | -------------------------- | --------------------- | ----------------- | -------------------------- | ------------------ | -------------------- | ---------------------- | -------------- | ------------------------------ | ------------------ |
| España      | Divisa de suboficial mayor | Divisa de subteniente | Divisa de brigada | Divisa de sargento primero | Divisa de sargento | Divisa de cabo mayor | Divisa de cabo primero | Divisa de cabo | Divisa de marinero profesional | Divisa de marinero |
| España      | Suboficial mayor           | Subteniente           | Brigada           | Sargento primero           | Sargento           | Cabo mayor           | Cabo primero           | Cabo           | Marinero (C.L.D.)              | Marinero (C.I.)    |

### Divisas de alumnos y aspirantes de la Armada
| | OF-1                               | Oficiales alumnos                    | Oficiales alumnos                    | Oficiales alumnos                | Oficiales alumnos                | Suboficiales alumnos             | Suboficiales alumnos      | Suboficiales alumnos       | Alumnos MPTM     |
| --- | ---------------------------------- | ------------------------------------ | ------------------------------------ | -------------------------------- | -------------------------------- | -------------------------------- | ------------------------- | -------------------------- | ---------------- |
| España | Divisa de alférez de fragata       | Divisa de guardiamarina de 2.ª       | Divisa de guardiamarina de 1.ª       | Divisa de aspirante de 2.º       | Divisa de aspirante de 1.º       | Divisa de sargento alumno de 3.º | Divisa de alumno de 2.º   | Divisa de alumno de 1.º    | Divisa de alumno |
| España | Alférez de fragata (alumno de 5.º) | Guardiamarina de 2.ª (alumno de 4.º) | Guardiamarina de 1.ª (alumno de 3.º) | Aspirante de 2.ª (alumno de 2.º) | Aspirante de 1.ª (alumno de 1.º) | Sargento alumno (3.er curso)     | Alumno de 2.ª (2.º curso) | Alumno de 1.ª (1.er curso) | Alumno MPTM      |
| Nota: los empleos académicos de los centros de formación militar no poseen asignaciones de códigos OTAN a excepción del Alférez de Fragata. |                                    |                                      |                                      |                                  |                                  |                                  |                           |                            |                  |

### Infantería de Marina
MPTM (militares de tropa y marinería)
- Soldado
- Cabo
- Cabo primero
- Cabo mayor

Suboficiales
- Sargento
- Sargento primero
- Brigada
- Subteniente
- Suboficial mayor

Oficiales
- Alférez
- Teniente
- Capitán
- Comandante
- Teniente coronel
- Coronel

Oficiales generales
- General de brigada
- General de división: empleo que ostenta el comandante general de Infantería de Marina (COGEIM)
- Teniente general

### Divisas de oficiales generales y oficiales de la Infantería de Marina
| Código OTAN                                                                             | OF-8                       | OF-7                       | OF-6                      | OF-5              | OF-4                       | OF-3                 | OF-2              | OF-1               | OF-1              |
| --------------------------------------------------------------------------------------- | -------------------------- | -------------------------- | ------------------------- | ----------------- | -------------------------- | -------------------- | ----------------- | ------------------ | ----------------- |
| España                                                                                  | Divisa de teniente general | Divisa de general división | Divisa de general brigada | Divisa de coronel | Divisa de teniente coronel | Divisa de comandante | Divisa de capitán | Divisa de teniente | Divisa de alférez |
| España                                                                                  | Teniente general           | General de división        | General de brigada        | Coronel           | Teniente coronel           | Comandante           | Capitán           | Teniente           | Alférez1          |
| 1 Solo para reservistas voluntarios y alumnado de la ENM de 5.º curso (alférez alumno). |                            |                            |                           |                   |                            |                      |                   |                    |                   |

### Divisas de suboficiales y tropa de la Infantería de Marina
| Código OTAN | OR-9                       | OR-9                  | OR-8              | OR-7                       | OR-7               | OR-6                 | OR-5                   | OR-4           | OR-3                          | OR-2              |
| ----------- | -------------------------- | --------------------- | ----------------- | -------------------------- | ------------------ | -------------------- | ---------------------- | -------------- | ----------------------------- | ----------------- |
| España      | Divisa de suboficial mayor | Divisa de subteniente | Divisa de brigada | Divisa de sargento primero | Divisa de sargento | Divisa de cabo mayor | Divisa de cabo primero | Divisa de cabo | Divisa de soldado profesional | Divisa de soldado |
| España      | Suboficial mayor           | Subteniente           | Brigada           | Sargento primero           | Sargento           | Cabo mayor           | Cabo primero           | Cabo           | Soldado (C.L.D)1              | Soldado (C.I)     |

### Divisas de alumnos y aspirantes de la Infantería de Marina
| | OF-1                     | Oficiales alumnos                    | Oficiales alumnos                    | Oficiales alumnos                | Oficiales alumnos                | Suboficiales alumnos             | Suboficiales alumnos    | Suboficiales alumnos    | Alumnos MPTM     |
| --- | ------------------------ | ------------------------------------ | ------------------------------------ | -------------------------------- | -------------------------------- | -------------------------------- | ----------------------- | ----------------------- | ---------------- |
| España | Divisa de alférez alumno | Divisa de guardiamarina de 2.ª       | Divisa de guardiamarina de 1.ª       | Divisa de aspirante de 2.º       | Divisa de aspirante de 1.º       | Divisa de sargento alumno de 3.º | Divisa de alumno de 2.º | Divisa de alumno de 1.º | Divisa de alumno |
| España | Alférez (alumno de 5.º)  | Guardiamarina de 2.ª (alumno de 4.º) | Guardiamarina de 1.ª (alumno de 3.º) | Aspirante de 2.ª (alumno de 2.º) | Aspirante de 1.ª (alumno de 1.º) | Sargento alumno 3.er año         | Alumno 2.º año          | Alumno 1.er año         | Alumno MPTM      |
| Nota: los empleos académicos de los centros de formación militar no poseen asignaciones de códigos OTAN a excepción del Alférez. |                          |                                      |                                      |                                  |                                  |                                  |                         |                         |                  |

### Tiras de pecho («galletas») usadas en el uniforme árido pixelado.
| Código OTAN | OF-8                       | OF-7                          | OF-6                         | OF-5              | OF-4                       | OF-3                 | OF-2              | OF-1               | OF-1              |
| ----------- | -------------------------- | ----------------------------- | ---------------------------- | ----------------- | -------------------------- | -------------------- | ----------------- | ------------------ | ----------------- |
| España      | Divisa de teniente general | Divisa de general de división | Divisa de general de brigada | Divisa de coronel | Divisa de teniente coronel | Divisa de comandante | Divisa de capitán | Divisa de teniente | Divisa de alférez |
| España      | Teniente general           | General de división           | General de brigada           | Coronel           | Teniente coronel           | Comandante           | Capitán           | Teniente           | Alférez           |

| Código OTAN | OR-9                       | OR-9                  | OR-8              | OR-7                       | OR-7               | OR-6                 | OR-5                   | OR-4           | OR-3                          | OR-2              |
| ----------- | -------------------------- | --------------------- | ----------------- | -------------------------- | ------------------ | -------------------- | ---------------------- | -------------- | ----------------------------- | ----------------- |
| España      | Divisa de suboficial mayor | Divisa de subteniente | Divisa de brigada | Divisa de sargento primero | Divisa de sargento | Divisa de cabo mayor | Divisa de cabo primero | Divisa de cabo | Divisa de soldado profesional | Divisa de soldado |
| España      | Suboficial mayor           | Subteniente           | Brigada           | Sargento primero           | Sargento           | Cabo mayor           | Cabo primero           | Cabo           | Soldado (CLD)                 | Soldado (CI)      |

## Ejército del Aire y del Espacio
MPTM (militares de tropa y marinería)
- Soldado
- Cabo
- Cabo primero
- Cabo mayor

Suboficiales
- Sargento
- Sargento primero
- Brigada
- Subteniente
- Suboficial mayor

Oficiales
- Alférez
- Teniente
- Capitán
- Comandante
- Teniente coronel
- Coronel

Oficiales generales
- General de brigada
- General de división
- Teniente general
- General del Aire
- Capitán general

### Divisas de oficiales generales y oficiales del Ejército del Aire y del Espacio
| Código OTAN | OF-10                     | OF-9                       | OF-8                       | OF-7                          | OF-6                         | OF-5              | OF-4                       | OF-3                 | OF-2              | OF-1               | OF-1              |
| --- | ------------------------- | -------------------------- | -------------------------- | ----------------------------- | ---------------------------- | ----------------- | -------------------------- | -------------------- | ----------------- | ------------------ | ----------------- |
| España | Divisa de capitán general | Divisa de general del Aire | Divisa de teniente general | Divisa de general de división | Divisa de general de brigada | Divisa de coronel | Divisa de teniente coronel | Divisa de comandante | Divisa de capitán | Divisa de teniente | Divisa de alférez |
| España | Capitán general1          | General del Aire2          | Teniente general           | General de división           | General de brigada           | Coronel           | Teniente coronel           | Comandante           | Capitán           | Teniente           | Alférez3          |
| 1 Ostentado por el rey de España como parte de sus funciones constitucionales. 2 Ostentado por el JEMA y el JEMAD, si pertenece al Ejército del Aire y del Espacio. 3 Solo para reservistas voluntarios y alumnado de la AGA a partir del 3.er curso (alférez alumno). |                           |                            |                            |                               |                              |                   |                            |                      |                   |                    |                   |

### Divisas de suboficiales y tropa del Ejército del Aire y del Espacio
| Código OTAN | OR-9                       | OR-9                  | OR-8              | OR-7                       | OR-7               | OR-6                 | OR-5                   | OR-4           | OR-3                          | OR-2              |
| ----------- | -------------------------- | --------------------- | ----------------- | -------------------------- | ------------------ | -------------------- | ---------------------- | -------------- | ----------------------------- | ----------------- |
| España      | Divisa de suboficial mayor | Divisa de subteniente | Divisa de brigada | Divisa de sargento primero | Divisa de sargento | Divisa de cabo mayor | Divisa de cabo primero | Divisa de cabo | Divisa de soldado profesional | Divisa de soldado |
| España      | Suboficial mayor           | Subteniente           | Brigada           | Sargento primero           | Sargento           | Cabo mayor           | Cabo primero           | Cabo           | Soldado (CLD)                 | Soldado (CI)      |

### Divisas de alumnos y aspirantes del Ejército del Aire y del Espacio
| | OF-1                     | OF-1                     | OF-1                     | Oficiales Cadetes                                           | Oficiales Cadetes             | Oficiales Cadetes              | Suboficiales Alumnos       | Suboficiales Alumnos                                     | Suboficiales Alumnos    | Alumnos MPTM        |
| --- | ------------------------ | ------------------------ | ------------------------ | ----------------------------------------------------------- | ----------------------------- | ------------------------------ | -------------------------- | -------------------------------------------------------- | ----------------------- | ------------------- |
| España | Divisa de alférez de 5.º | Divisa de alférez de 4.º | Divisa de alférez de 3.º | Divisa de cadete de 3.º                                     | Divisa de cadete de 2.º       | Divisa de cadete de 1.º        | Divisa de sargento alumno  | Divisa de alumno de 2.º                                  | Divisa de alumno de 1.º | Divisa de aspirante |
| España | Alférez alumno 5.º año   | Alférez alumno 4.º año   | Alférez alumno 3.er año  | Caballero/dama cadete 3.er año (con asignaturas pendientes) | Caballero/dama cadete 2.º año | Caballero/dama cadete 1.er año | Sargento alumno (3.er año) | Alumno de 2.º (2.º año) Tratamiento de «cabo» en la ABA. | Alumno de 1.º (1er año) | Aspirante MPTM      |
| Nota: los empleos académicos de los centros de formación militar no poseen asignaciones de códigos OTAN a excepción del alférez. |                          |                          |                          |                                                             |                               |                                |                            |                                                          |                         |                     |

### Tiras de pecho («galletas») usadas en los uniformes árido/boscoso y en el mono de faena
| Código OTAN | OF-10                     | OF-9                       | OF-8                       | OF-7                          | OF-6                         | OF-5              | OF-4                       | OF-3                 | OF-2              | OF-1               | OF-1              |
| ----------- | ------------------------- | -------------------------- | -------------------------- | ----------------------------- | ---------------------------- | ----------------- | -------------------------- | -------------------- | ----------------- | ------------------ | ----------------- |
| España      | Divisa de capitán general | Divisa de general del Aire | Divisa de teniente general | Divisa de teneral de división | Divisa de general de brigada | Divisa de coronel | Divisa de teniente coronel | Divisa de comandante | Divisa de capitán | Divisa de teniente | Divisa de alférez |
| España      | Capitán general           | General del Aire           | Teniente general           | General de división           | General de brigada           | Coronel           | Teniente coronel           | Comandante           | Capitán           | Teniente           | Alférez           |

| Código OTAN | OR-9                       | OR-9                  | OR-8              | OR-7                       | OR-7               | OR-6                 | OR-5                   | OR-4           | OR-3                          | OR-2              |
| ----------- | -------------------------- | --------------------- | ----------------- | -------------------------- | ------------------ | -------------------- | ---------------------- | -------------- | ----------------------------- | ----------------- |
| España      | Divisa de suboficial mayor | Divisa de subteniente | Divisa de brigada | Divisa de sargento primero | Divisa de sargento | Divisa de cabo mayor | Divisa de cabo primero | Divisa de cabo | Divisa de soldado profesional | Divisa de soldado |
| España      | Suboficial mayor           | Subteniente           | Brigada           | Sargento primero           | Sargento           | Cabo mayor           | Cabo primero           | Cabo           | Soldado (CLD)                 | Soldado (CI)      |

## Guardia Civil
Cabos y guardias
- Guardia civil
- Guardia de primera (no es un empleo o rango sino una distinción militar próxima a extinguir)

Empleos y categorías, primer eslabón de mando. 
- Cabo
- Cabo primero
- Cabo mayor

Suboficiales
- Sargento
- Sargento primero
- Brigada
- Subteniente
- Suboficial mayor

Oficiales
- Alférez
- Teniente
- Capitán
- Comandante
- Teniente coronel
- Coronel

Oficiales generales
- General de brigada
- General de división
- Teniente general

### Divisas de las escalas de oficiales generales y oficiales de la Guardia Civil
| Código OTAN | OF-8                       | OF-7                          | OF-6                         | OF-5              | OF-4                       | OF-3                 | OF-2              | OF-1               | OF-1                     |
| --- | -------------------------- | ----------------------------- | ---------------------------- | ----------------- | -------------------------- | -------------------- | ----------------- | ------------------ | ------------------------ |
| España | Divisa de teniente general | Divisa de general de división | Divisa de general de brigada | Divisa de coronel | Divisa de teniente coronel | Divisa de comandante | Divisa de capitán | Divisa de teniente | Divisa de alférez alumno |
| España | Teniente general1          | General de división           | General de brigada           | Coronel           | Teniente coronel           | Comandante           | Capitán           | Teniente           | Alférez 2                |
| 1 Durante el periodo 2025-2029, únicamente 5 oficiales pueden ostentar este empleo al mismo tiempo, entre ellos el director adjunto operativo (DAO). 2 Ostentado por el alumnado de la AOGC de 3.er, 4º y 5º curso, al finalizar la formación promocionan a tenientes. |                            |                               |                              |                   |                            |                      |                   |                    |                          |

### Divisas de las escalas de suboficiales, cabos y guardias de la Guardia Civil
| Código OTAN | OR-9                       | OR-9                  | OR-8              | OR-7                       | OR-6               | OR-5                 | OR-4                   | OR-3           | OR-2                      | OR-1                    |
| ----------- | -------------------------- | --------------------- | ----------------- | -------------------------- | ------------------ | -------------------- | ---------------------- | -------------- | ------------------------- | ----------------------- |
| España      | Divisa de suboficial mayor | Divisa de subteniente | Divisa de brigada | Divisa de sargento primero | Divisa de sargento | Divisa de cabo mayor | Divisa de cabo primero | Divisa de cabo | Divisa guardia de primera | Divisa de guardia civil |
| España      | Suboficial mayor           | Subteniente           | Brigada           | Sargento primero           | Sargento           | Cabo mayor           | Cabo primero           | Cabo           | Guardia de primera1       | Guardia                 |

### Divisas de alumnos y aspirantes de la Guardia Civil
| | Oficiales alumnos                                  | Oficiales alumnos                      | Oficiales alumnos                       | Suboficiales alumnos  | Suboficiales alumnos                   | Suboficiales alumnos                    | Guardias alumnos | Guardias alumnos | Guardias alumnos |
| --- | -------------------------------------------------- | -------------------------------------- | --------------------------------------- | --------------------- | -------------------------------------- | --------------------------------------- | ---------------- | ---------------- | ---------------- |
| España | Alférez alumno                                     | Guardia alumno                         | Guardia alumno                          | Sargento alumno       | Guardia alumno                         | Guardia alumno                          | Guardia alumno   |                  |                  |
| España | Caballero/Dama alférez cadete (3.er, 4º y 5º año)3 | Caballero/Dama cadete de 2.º (2.º año) | Caballero/Dama cadete de 1.º (1.er año) | Sargento en prácticas | Caballero/Dama alumno de 2.º (2.º año) | Caballero/Dama alumno de 1.º (1.er año) | Guardia Alumno 4 |                  |                  |
| 3 Nota: los empleos académicos de los centros de formación de la guardia civil no poseen asignaciones de códigos OTAN a excepción del alférez. 4 Nota 2: la divisa del guardia alumno de la escala de cabos y guardias (formado en las academias de Baeza, Jaén o Valdemoro, Madrid) será igual que la divisa del caballero/dama alumno de 1.° de la escala de oficiales de la GC (formado en la AGM, Zaragoza). |                                                    |                                        |                                         |                       |                                        |                                         |                  |                  |                  |

### Tiras de pecho («galletas») usadas en las diferentes unidades de la Guardia Civil
| Código OTAN | OF-8                       | OF-7                          | OF-6                         | OF-5              | OF-4                       | OF-3                 | OF-2              | OF-1               | OF-1              |
| ----------- | -------------------------- | ----------------------------- | ---------------------------- | ----------------- | -------------------------- | -------------------- | ----------------- | ------------------ | ----------------- |
| España      | Divisa de teniente general | Divisa de general de división | Divisa de general de brigada | Divisa de coronel | Divisa de teniente coronel | Divisa de comandante | Divisa de capitán | Divisa de teniente | Divisa de alférez |
| España      | Teniente general           | General de división           | General de brigada           | Coronel           | Teniente coronel           | Comandante           | Capitán           | Teniente           | Alférez           |
|             |                            |                               |                              |                   |                            |                      |                   |                    |                   |

| Código OTAN | OR-9                       | OR-9                  | OR-6              | OR-7                       | OR-6               | OR-5                 | OR-4                   | OR-3           | OR-2                      | OR-1                                     | OR-1                                  |
| ----------- | -------------------------- | --------------------- | ----------------- | -------------------------- | ------------------ | -------------------- | ---------------------- | -------------- | ------------------------- | ---------------------------------------- | ------------------------------------- |
| España      | Divisa de suboficial mayor | Divisa de subteniente | Divisa de brigada | Divisa de sargento primero | Divisa de sargento | Divisa de cabo mayor | Divisa de cabo primero | Divisa de cabo | Divisa de guardia primera | Actual Divisa de guardia (2011-presente) | Antigua Divisa de guardia (1989-2012) |
| España      | Suboficial mayor           | Subteniente           | Brigada           | Sargento primero           | Sargento           | Cabo mayor           | Cabo primero           | Cabo           | Guardia de primera        | Guardia (2011-presente)                  | Guardia (1989-2012)                   |

A partir de seis años ininterrumpidos de servicio en la Escala de Cabos y Guardias, estos disfrutarán de igual tratamiento y consideración que los suboficiales. Los cabos tendrán esta consideración desde el día en alcanzar ese empleo, si antes no lo hubieran obtenido.
| Consideración de suboficial |
| --------------------------- |
| Consideración de suboficial |

## Servicio de Asistencia Religiosa a las Fuerzas Armadas (SARFAS)
Oficiales (asimilados)
- Seminarista de 3.er, 4.º y 5.º curso universitario + etapa pastoral (7.º año): consideración de alférez
- Seminarista diácono transitorio (2ª etapa séptimo año): consideración de teniente
- Capellán temporal: consideración de capitán
- Capellán permanente: consideración de comandante
- Capellán permanente (+15 años de servicio): consideración de teniente coronel
- Capellán permanente (+25 años de servicio): consideración de coronel

### Divisas de oficiales (asimilados)
| Código OTAN | OF-5                                                                  | OF-4                                                                              | OF-3                                                | OF-2                                           | OF-1                                                                                      |
| ----------- | --------------------------------------------------------------------- | --------------------------------------------------------------------------------- | --------------------------------------------------- | ---------------------------------------------- | ----------------------------------------------------------------------------------------- |
| España      | Capellán permanente con consideración de coronel (> 25 años servicio) | Capellán permanente con consideración de teniente coronel (> 15 años servicio)    | Capellán permanente con consideración de comandante | Capellán temporal con consideración de capitán | Seminarista diácono transitorio con consideración de teniente                             |
| España      | Capellán permanente con consideración de coronel (+ 25 años servicio) | Capellán permanente con consideración de teniente coronel (+ 15 años de servicio) | Capellán permanente con consideración de comandante | Capellán temporal con consideración de capitán | Seminarista diácono transitorio con consideración de teniente (2.ª etapa del séptimo año) |

### Divisas de alumnos (asimilados)
| España | Seminarista de 3.º, 4.º y 5.º curso universitario + tiempo de pastoral (7.º año): con consideración de alférez                                      | Seminarista de 2.º curso universitario: con consideración de cadete de 2.º                        | Seminarista de 1.er curso universitario con consideración de cadete de 1.º                        | Aspirante a seminarista, del propedéutico, con consideración de aspirante MPTM            |
| España | Seminarista de 3.er, 4.º y 5.º curso universitario (teología) + tiempo de pastoral (7º año): con consideración de alférez (4.º, 5.º, 6.º y 7.º año) | Seminarista de 2.º curso universitario (filosofía): con consideración de cadete de 2.º (3.er año) | Seminarista de 1.er curso universitario (filosofía): con consideración de cadete de 1.º (2.º año) | Aspirante a seminarista, del propedéutico: con consideración de aspirante MPTM (1.er año) |
| Nota: los empleos académicos de los alumnos del Seminario Castrense/Academia de Capellanes «San Juan Pablo II» no poseen asignaciones de códigos OTAN incluido el seminarista alférez. | |                                                                                                   |                                                                                                   |                                                                                           |

## Empleos a extinguir

### Soldado de primera
Encuadrado en la escala de tropa entre soldado y cabo, este empleo/distinción fue recuperado en el año 1999. Está declarado a extinguir actualmente, no obstante, los que lo hubieran obtenido con la anterior ley de la carrera militar lo seguirán conservando.

##### Divisas

Divisa de soldado de primera, Ejército de Tierra
Divisa de marinero de primera, Armada
Divisa de soldado de primera, Infantería de Marina
Divisa de soldado de primera, Ejército del Aire
Divisa de guardia primero, Guardia Civil